# MOVAUTO
MOVAUTO – Montagem de Veículos Automóveis foi uma empresa portuguesa criada em 1962 para cumprir a Lei da Montagem (Decreto-Lei n.º 44 104/1961), que impôs a montagem local de veículos importados — a empresa existiu “por força do Decreto (…) para permitir aos importadores continuar a vender” e “não se dedicava ao lucro, mas à sua própria sobrevivência”.

## História
Em dezembro de 1961, o governo português proibiu a importação livre de automóveis, obrigando cada marca a montar localmente os Conjuntos Completamente Desmontados (na sigla em inglês, CKD) com uma incorporação nacional mínima de 15% (posteriormente 25%).  A Movauto foi fundada em 1962, e iniciou atividade em 1964, tendo operado até 1993, montando de oito a dez marcas diferentes por ano, incluindo Mercedes-Benz, Peugeot, NSU/Audi, Alfa Romeo, UMM e Datsun.
A empresa foi criada por um conjunto de agentes locais de várias marcas, que operavam principalmente na área da importação de automóveis, mas que não tinham experiência na sua produção, e que devido à introdução daquele diploma legal, se viram obrigados a iniciar a montagem dos veículos, de forma a sobreviver. Desta forma, a finalidade da empresa era o fabrico de veículos comerciais e de passageiros com licenças de concessão, respondendo assim à imposição legal da montagem local de automóveis, de forma de manter o acesso ao mercado nacional. Os fundadores originais foram C. Santos, Lda. (40%), Mocar, Lda. (40%) e Moçambique Comercial, Lda. (20%); em 1980 o capital passou a estar dividido entre Mocar, SARL e Entreposto Comercial – Veículos e Máquinas, SA. Ao longo da sua existência, o capital da empresa foi sempre totalmente nacional, sendo as relações com os outros fabricantes a um nível puramente comercial.
Recebendo a carroçaria, a empresa monta e pinta os automóveis. Ao longo da sua história, a companhia montou veículos de passageiros e comerciais de marcas europeias, americanas e japonesas, nomeadamente a Mercedes, Peugeot, Nsu/Audi, Alfa Romeo, Unimog, UMM, Ebro; Jeep/Willys; Datsun/Nissan e Honda. Com efeito, foi a primeira fábrica a produzir veículos de marcas japonesas, mais concretamente da Datsun, para o mercado europeu. Chegou a fabricar oito marcas diferentes num só ano, produzindo pequenos lotes de veículos, tendo sido um caso raro de sucesso de uma unidade industrial deste tipo, uma vez que este modelo de funcionamento gerava problemas de eficiência, tendo sido ultrapassados devido a uma grande capacidade de flexibilidade e adaptação nas linhas de produção. Porém, apesar de ter operado durante quase três décadas, nunca mais se verificaram grandes investimentos em termos de maquinaria na unidade de Setúbal desde a sua inauguração, pelo que ao fim de menos de vinte anos os equipamentos na sua linha de produção já estavam obsoletos. Desta forma, pode ainda ser considerado como um exemplo dos graves problemas pelos quais passou a industrialização portuguesa, no campo da produção automóvel.
Ainda assim, teve um grande impacto no progresso económico, social e profissional do concelho de Setúbal. Investimento público torna-a no início da década de 70 a maior fábrica de montagem automóvel em Portugal.
A despeito do seu sucesso, a companhia operava a um nível ainda fortemente marcado pelo trabalho manual, usando principalmente quadros de reduzida competência técnica, sendo a sua relativa fraca produtividade, em comparação com o estrangeiro, compensada pelos baixos salários. Ainda assim, segundo as investigadoras Maria Luísa Sousa e Maria Paula Diogo, da Universidade Nova de Lisboa, a empresa teve uma grande influência na forma como novas competências tecnológicas foram transferidas para território nacional, principalmente nos campos da concepção, desenvolvimento e engenharia de produtos.
No entanto, o sucesso da empresa, à semelhança de outras empresas da região, será feito com manutenção de más condições para os trabalhadores, muitos vivendo em bairros de lata. As reivindicações laborais levarão ao recurso, pelas direções, de despedimentos e mecanismos repressivos do Estado Novo, como a intervenção da polícia política PIDE/DGS e da Guarda Nacional Republicana. É, apesar disso, conquistado o 13º mês e o direito a férias, que ficam dependentes da ‘situação económica da empresa’.

### Revolução de 1974 e PREC
A MOVAUTO não ficou ilesa das fortes movimentações sociais e económicas que tiveram a sua origem na Revolução de 25 de Abril de 1974. Com efeito, logo em 29 de Abril de 1974 o jornal República noticiou que, segundo um comunicado do Movimento Democrático de Setúbal, um trabalhador da Movauto foi despedido pelo director e pelo chefe de produção, por ter escrito um cartaz dizendo Viva Portugal e Queremos Liberdade, tendo esta decisão sido criticada como um exemplo da «onda de repressão e abuso da autoridade dos dirigentes das empresas monopolistas».
Durante e pouco após o Processo Revolucionário em Curso (PREC), os trabalhadores de várias empresas do complexo industrial setubalense exigem melhorias negadas no anterior regime, aumentos salariais, melhores condições de trabalho e resolução para um grave problema de habitação. 'Sanear-se-ão' várias direções fabris da região, marcando-se nesta empresa a influência de partidos políticos emergentes de 'extrema-esquerda', como o Frente Socialista Popular, o Partido Comunista Português (PCP), e os Grupos Dinamizadores de Unidade Popular.
Os trabalhadores da MOVAUTO avançam com uma conturbada "reconversão" da estrutura da empresa, passando a ter voz mais ativa na administração, "sem o chefe estar a oprimir o operário", que culminaria em 1976 numa "invasão" por parte de soldados armados, que procuravam prender uma trabalhadora dos escritórios, mas que encontraram oposição por parte dos operários.
Os trabalhadores reportam então que "a administração quase não tem atividade, pois [os trabalhadores exercem] um 'rigoroso controlo operário'". Expande-se em junho de 1975 a produção de frigoríficos, tendo o processo sido considerado pelo PCP como um importante exemplo da vitória dos operários contra "a intenção dos administradores em levar a empresa à falência", mas cedo regressa ao foco automóvel. A empresa cria uma escola de alfabetização da sua classe operária, tutorada pelos próprios trabalhadores.
Neste período a empresa figura no documentário Setúbal - Ville Rouge dos leninistas Daniel Edinger e Michel Lequenne, que aprovavam o modo de tomada de controlo da empresa, que equiparavam aos sovietes russos, e sua consequente recondução produtiva de bens de luxo para bens de procura popular. Em português: Setúbal, Cidade Vermelha, título derivado de uma capa d'O Setubalense de 12 de Março de 1975, de um segmento por Rogério Severino, que virá também a dar nome ao estudo de Albérico Afonso Costa - Setúbal Cidade Vermelha - Sem perguntar ao Estado qual o caminho a tomar, sobre as lutas de classes na indústria setubalense.

## Entrada na Comunidade Económica Europeia
O processo de ingresso de Portugal na CEE traz novos desafios, com a anunciada liberalização do sector de montagem, visando maior integração de Portugal no mercado único europeu. O transicional Decreto-Lei n.º 351/79 é substituído pelo Decreto-Lei n.º 405/84, que finda as limitações proteccionistas impostas pelo Estado Novo em 1961, vindo a retirar competitividade ao negócio de montagem de Conjuntos Completamente Desmontados.

### Encerro
O encerramento da MOVAUTO integrou-se num período de grande declínio industrial no Distrito de Setúbal, durante a década de 1990, durante o qual também fecharam as unidades da Ariston, Peugeot, HR e Control Data. Após apelos vãos ao governo de investimento público, encerraria em dezembro de 1993 sob protestos sindicais dos trabalhadores, mais de duzentos vindo a perder o emprego. Parte da sua linha de produção é transferida para a Batista Russo.

## Operações de montagem
Movauto destacou-se pela flexibilidade:
- Processava pequenos lotes de várias marcas em kits CKD, adaptando cinco linhas de carroçaria e várias de montagem final.
- A pintura centralizada recebia todos os modelos, sem investimentos significativos entre 1968 e 1992.
- Apostou em mão-de-obra intensiva, com ciclo de produção manual e baixa produtividade, compensada pelos baixos custos laborais portugueses.[2]

## Modelo de negócio e contexto
A Movauto nasceu da união entre importadores sem vocação industrial, forçados pela lei a montar localmente para manter quotas de mercado. A falta de experiência industrial e de engenheiros em número suficiente, aliada à pouca formação dos trabalhadores, limitou a apropriação tecnológica ao nível de operação manual — “aprender fazendo” — sem ganhos substanciais em inovação.
O elevado número de marcas e de pequenas unidades de montagem em Portugal, contraste com a forte concentração em Espanha, reforçou as ineficiências de escala e impediu o surgimento de uma indústria local de componentes de dimensão crítica.
A MOVAUTO chegou a ter uma filial em Angola, durante o período colonial, que foi nacionalizada após a independência daquele país, e depois integrada na empresa pública ABAMAT em 1978, esta vindo a ser extinta em 2017.

## Modelos montados
A MOVAUTO processou kits CKD para diversas marcas, adaptando carroçarias e sistemas mecânicos sem grandes modificações tecnológicas.
Abaixo lista-se alguns dos modelos e versões montados pela MOVAUTO.

### Alfa Romeo
- Giulia Coupé 1.3 Super (Tipo 105)
- Giulia Coupé 1.6 TI
- Alfetta GT 1.8 e 2.0

### Datsun/Nissan
- 1000 (Sunny B10) - O 1º automóvel japonês montado na Europa[26]
- 1200 (Sunny B110)
- 1600 SSS (510)
- Cedric 2200 Diesel
- 22D Pickup
- Urvan

### Honda
- N360 (354 cc)
- N600 (598 cc)
- Civic (1.ª geração, 1.2 L)

### Jeep
- CJ6 Diesel (Perkins)

### Mercedes-Benz
- W114/W115 200 D, 220 D e 240 D
- W115 Universal (carrinha)
- W110 190c / 190 Dc / 200 D
- W108 230 S / 280 SE
- N-1300 (2.2 L gasóleo)[27]

### NSU
- 1200 TT

### Peugeot
- 204[28] (sedã e carrinha)
- 304 (sedã e carrinha)

- 305 (sedã e carrinha)
- 404 (sedã, carrinha, caixa aberta)
- 504 (sedã, carrinha, caixa aberta)
- 505 (carrinha)

### Simca
- 1000 Standard (944 cc, 1 118 cc, 1 294 cc)
- 1000 Rallye (1 184 cc)

### UMM
- Alter II[29]

### Outros modelos
Na década de 1980, a empresa também produziu o modelo de automóvel SADO 550, na sua unidade de Setúbal. Um dos exemplares fazia parte da colecção de automóveis de Ricardo Sáragga, tendo sido vendido por 6900 Euros num leilão em 2019. Outro modelo fabricado na MOVAUTO em Setúbal foi o Alfa Romeo Giulia, das séries 105 e 115, produzidas entre 1963 e 1977, que foram considerados por Tiago Nova, do Jornal dos Clássicos, como «dos coupés mais belos e inolvidáveis nascidos em Milão».

## Legado
Movauto permanece como caso de estudo da indústria automóvel portuguesa entre 1961 e 1993, ilustrando os efeitos das políticas de substituição de importações, a força dos interesses comerciais sobre a industrialização e os limites dos processos de transferência tecnológica em contexto periférico.
As antigas instalações de Setúbal são roteiro de património industrial. Vários modelos montados permanecem em coleções particulares, museus e clubes.
Parte do espólio da empresa é hoje parte do Museu do Trabalho Michel Giacometti.